# Sinn und Zweck des Universums
Sinn und Zweck des Universums (engl. The Nature and Purpose of the Universe) ist ein Theaterstück, das von Christopher Durang geschrieben und 1975 uraufgeführt wurde.

## Werk
Das Werk ist eine absurde Komödie die Ironie katholischer Dogmen betreffend.  Das Thema wurde von Durang auch in anderen Stücken aufgegriffen, unter anderem in Schwester Mary Ignatius erklärt Euch alles, Zum Totlachen und Die Heirat von Bette and Boo.  Das Stück handelt hauptsächlich von der religiösen Überzeugung einer unglücklichen Hausfrau, die durch alptraumhafte Umstände auf die Probe gestellt wird. Umstände, die laut Dogma der Kirchenlehre hinzunehmen und geduldig zu ertragen sind.

## Handlung
Zwei „Gesandte Gottes“ erklären dem Publikum das Wesen und den Zweck des Universums, wobei die Familie Mann aus einem der Vororte New Jerseys als Illustrationsbeispiel dient. Im Zentrum der Geschichte steht Eleanor, eine liebenswerte, traurige Hausfrau, die von ihrem Mann Steve und dem überwiegenden Teil der übrigen Besetzung schrecklich behandelt wird, wovon in den meisten unerkannt die „Gesandten Gottes“ stecken. Eleanors ältester Sohn Donald ist ein Drogenjunkie, Dealer und Zuhälter, ihr zweitältester, Gary ist homosexuell und der jüngste Sohn Andy verlor seinen Penis bei einem Unfall.
Als Eleanor bewusst wird, dass es keine Hoffnung auf Entkommen aus ihrem elenden Dasein gibt, gesteht ein Bürstenverkäufer an der Haustür ihr die Liebe und verspricht seine Rückkehr, um mit ihr gemeinsam fortzugehen; allerdings verbirgt sich in ihm einer der „Gesandten Gottes“, der einmal mehr Eleanors Schmerzschwelle testet. Nach mehreren Irrungen und Wirrungen, eingeschlossen einer Vergewaltigung, findet sich die Familie im isländischen Exil wieder, wo Eleanor erkennt, dass sich ihr Albtraum nur fortsetzt.

## Aufführungen (Auswahl)
Das Theaterstück wurde 1974 zuerst in einer kurzen Workshop-Produktion im Direct Theatre in New York City mit Sigourney Weaver als Eleanor aufgeführt. Im gleichen Theater fand im Folgejahr die Uraufführung statt. 1979 wurde das Stück dort nochmals aufgeführt.
Das Wesen und der Zweck des Universums wurde am Direct Theatre, Teil des Wonder Horse Theatre in New York am 21. Februar 1979 aufgeführt. Unter Regie von Allen B. Belknap spielten Ellen Greene als Eleanor Mann, Tom Bade als Steve Mann, Ethan Phillips als Donald Mann, Chris Ceraso als Gary Mann und Eric Weitz als Andy Mann. Auch am Smith College und im Chicagoer Transient Theatre wurde das Stück 1990 gespielt.

## Kritik
Tim Treanor von DC Theatrescene nennt das Stück in seiner kurzen Kritik  „häufig komisch und aufschlussreich, aber [...] scheine nur sonderbar und schrill zu sein“ Ihn erinnert das Stück an Werke von Arthur Kopit. Er mag dieses Stück aber nicht, da in ihm „eine Reihe höchst unwahrscheinlicher Ereignisse ohne zusammenhängende Reihenfolge oder Motivation auftreten“. Das Theaterstück wirkt auf ihn „einfach alt und schrill“.
Jack Helbig vom Chicago Reader schreibt dem Stück nach einer Aufführung am Transient Theatre einen ziemlichen Verriss. Entstanden noch in der Collegezeit des Autors, sei das Stück möglicherweise eine Abrechnung mit der Katholischen Kirche und mit seiner Familie. Allerdings habe der Regisseur Bill Mann alles daran gesetzt, Humor in die Geschichte zu bringen und Durangs garstigen Nihilismus herunterzuspielen. In Manns geschickten Händen gleiche die Komödie eher einem Slapstick als körperlichem Missbrauch (physical abuse).
Miriam Chirico, Professorin für dramatische Literatur mit Schwerpunkt auf dem 20. Jahrhundert sowie der Geschichte des komödiantischen Dramas an der Eastern Connecticut State University schreibt in ihren Buch „The Theatre of Christopher Durang“, dass „The Nature and Purpose of the Universe“ eine parodistische Behandlung des Buch Hiobs sei und als „Angriff auf die Wertschätzung des Leidens durch die katholische Kirche“ anzusehen sei.
Chet Flippo findet in seinem Beitrag „Is Broadway Ready For Christopher Durang“, dass das Stück ein bisschen heikel sei.

## Trivia
Sigourney Weaver, die mit Durang bereits in ihrer gemeinsamen Zeit an der Yale School of Drama zusammengearbeitet hat, hat auch in Aufführungen von „The Nature and Purpose of the Universe“ mitgespielt.

## Textausgaben
- The nature and purpose of the universe, Death comes to us all, Mary Agnes, 'Dentity crisis: three short plays by Christopher Durang. Dramatists Play Service, 1979, ISBN 0-8222-0341-3.
- Christopher Durang: 27 Short Plays. (= Collected Works. Vol. I). Smith & Kraus, New York 1995, ISBN 1-57525-023-3.
- Christopher Durang: Sinn und Zweck des Universums (The Nature and Purpose of the Universe). Deutsch von Darius Etemadieh. S. Fischer Theatermedien, Frankfurt o. J.[9]